# 勝間駅
勝間駅（かつまえき）は、山口県周南市大字呼坂字西下馬場（旧・熊毛町）にある、西日本旅客鉄道（JR西日本）岩徳線の駅である。

## 歴史
- 1934年（昭和9年）
  - 3月28日：鉄道省岩徳西線周防花岡駅 - 高水駅間延伸に伴い開設[1]。
  - 12月1日：岩徳西線が山陽本線麻里布駅（現・岩国駅） - 櫛ケ浜駅間の新線として組込まれ、当駅もその所属となる[2]。
- 1944年（昭和19年）10月11日：山陽本線岩国駅 - 櫛ケ浜駅間が元の柳井駅経由に戻されたため、岩徳線の所属となる[2]。
- 1964年（昭和39年）2月1日：貨物取扱廃止[1]。
- 1971年（昭和46年）3月1日：荷物扱い廃止[3]。駅員無配置駅となり[4]、駅前の商店で乗車券を販売する簡易委託駅となる[5]。
- 1987年（昭和62年）4月1日：国鉄分割民営化により、JR西日本の駅となる[1]。

## 駅構造
徳山方面に向かって右側に単式ホーム1面1線を有する地上駅（停留所）で、ホームは盛土上にある。徳山駅管理の無人駅である。かつて駅舎があった所に周南農業協同組合（JA周南）勝間支所があり、以前は乗車券の委託発券も行われていたが、現在は行われていない。ホーム上に自動券売機が設置されている。
かつては相対式ホーム2面2線であったが、1線が撤去され棒線駅となっている。

## 利用状況
1日平均乗車人員は以下の通り。
| 乗車人員推移 | 乗車人員推移 |
| 年度         | 1日平均人数  |
| ------------ | ------------ |
| 1999         | 275          |
| 2000         | 267          |
| 2001         | 252          |
| 2002         | 234          |
| 2003         | 212          |
| 2004         | 204          |
| 2005         | 193          |
| 2006         | 182          |
| 2007         | 197          |
| 2008         | 200          |
| 2009         | 185          |
| 2010         | 184          |
| 2011         | 190          |
| 2012         | 183          |
| 2013         | 178          |
| 2014         | 170          |
| 2015         | 174          |
| 2016         | 171          |
| 2017         | 162          |
| 2018         | 140          |
| 2019         | 162          |
| 2020         | 134          |
| 2021         | 144          |
| 2022         | 137          |

## 駅周辺
- 周南カントリー倶楽部
- 周南市立勝間小学校
- 熊毛神社
- 国道2号

## 隣の駅
西日本旅客鉄道（JR西日本）
■岩徳線
高水駅 - 勝間駅 - 大河内駅